# Coupe de Suède féminine de football 2021-2022
Navigation
Édition précédente Édition suivante
La Svenska Cupen Damer 2021-2022 est la 39e édition de la Coupe de Suède féminine.
Il s'agit d'une compétition à élimination directe ouverte à tous les clubs de Suède.

## Calendrier de la compétition
| Tour                                              | Nom              | Dates retenues                 | Équipes participantes | Équipes restantes |
| ------------------------------------------------- | ---------------- | ------------------------------ | --------------------- | ----------------- |
| 1                                                 | Premier tour     | du 21 juin au 18 août 2021     | 52                    | 26                |
| entrée en lice des équipes d'Elitettan (D2)       |                  |                                |                       |                   |
| 2                                                 | Deuxième tour    | du 25 août au 8 septembre 2021 | 40                    | 20                |
| entrée en lice des équipes de Damallsvenskan (D1) |                  |                                |                       |                   |
| 3                                                 | Troisième tour   | les 28 et 29 septembre 2021    | 32                    | 16                |
| 4                                                 | Phase de groupes |                                | 16                    | 4                 |
| 5                                                 | Demi-finales     |                                | 4                     | 2                 |
| 6                                                 | Finale           |                                | 2                     | 1                 |

## Deuxième tour
| Date          | Club             | Score                        | Club              |
| ------------- | ---------------- | ---------------------------- | ----------------- |
| 25 août       | Ljusdals IF      | 0 - 2                        | Kvarnsvedens IK   |
| 31 août       | Öckerö IF        | 0 - 3 (forfait)              | Göteborgs DFF     |
| 31 août       | Enskede IK       | 0 - 9                        | IF Brommapojkarna |
| 1er septembre | Själevads IK     | 3 - 3 a. p. (3 - 2 t. a. b.) | Sundsvall DFF     |
| 1er septembre | Gamla Uppsala SK | 0 - 5                        | IK Uppsala        |
| 1er septembre | Qviding FIF      | 0 - 3                        | Jitex BK          |
| 1er septembre | Team TG          | 0 - 2                        | Umeå IK           |
| 1er septembre | Boo FF           | 3 - 0 (forfait)              | Dalhem IF         |
| 1er septembre | Trelleborgs IF   | 1 - 3                        | Borgeby FK        |
| 7 septembre   | Linköping BK     | 0 - 4                        | IFK Norrköping    |
| 7 septembre   | Degerfors IF     | 2 - 7                        | Västerås BK30     |
| 7 septembre   | IFK Värnamo      | 2 - 3                        | Husqvarna FF      |
| 7 septembre   | Sätra SK         | 0 - 0 a. p. (4 - 3 t. a. b.) | Älvsjö AIK        |
| 8 septembre   | Älmuhlts IF      | 3 - 9                        | IFK Kalmar        |
| 8 septembre   | Lödöse Nygård IK | 1 - 6                        | Alingsås FC       |
| 8 septembre   | Infjärdens SK    | 0 - 3 (forfait)              | Morön BK          |
| 8 septembre   | Rävåsens IK      | 0 - 4                        | Mallbackens IF    |
| 8 septembre   | Hittarps IK      | 2 - 7                        | Eskilsminne IF    |
| 8 septembre   | IFK Lidingö      | 0 - 1                        | Bollstanäs BK     |
| 8 septembre   | Trollhättans FK  | 3 - 6 a. p.                  | Lidköpings FK     |

## Troisième tour
| Date         | Club              | Score       | Club              |
| ------------ | ----------------- | ----------- | ----------------- |
| 28 septembre | Göteborgs DFF     | 0 - 6       | BK Häcken T       |
| 28 septembre | Bollstanäs BK     | 3 - 2       | IK Uppsala        |
| 29 septembre | IFK Kalmar        | 2 - 3 a. p. | Växjö DFF         |
| 29 septembre | Boo FF            | 0 - 5       | Djurgårdens IF    |
| 29 septembre | Morön BK          | 0 - 1       | Piteå IF          |
| 29 septembre | Kvarnsvedens IK   | 1 - 3       | Mallbackens IF    |
| 29 septembre | IF Brommapojkarna | 3 - 2       | AIK               |
| 29 septembre | Sätra SK          | 0 - 3       | Hammarby IF       |
| 29 septembre | Västerås BK30     | 0 - 7       | KIF Örebro        |
| 29 septembre | IFK Norrköping    | 1 - 2       | Eskilstuna United |
| 29 septembre | Husqvarna FF      | 0 - 3       | Linköpings FC     |
| 29 septembre | Jitex BK          | 2 - 1       | Vittsjö GIK       |
| 29 septembre | Eskilsminne IF    | 1 - 6       | Kristianstads DFF |
| 29 septembre | Lidköpings FK     | 1 - 2       | Alingsås FC       |
| 29 septembre | Själevads IK      | 1 - 4       | Umeå IK           |
| 29 septembre | Borgeby FK        | 2 - 4       | FC Rosengård      |

Abréviations
- T : Tenant du titre

## Phase de groupes

### Groupe 1
| Rang | Équipe        | Pts | J | G | N | P | Bp | Bc | Diff |
| ---- | ------------- | --- | - | - | - | - | -- | -- | ---- |
| 1    | FC Rosengård  | 9   | 3 | 3 | 0 | 0 | 10 | 0  | +10  |
| 2    | Linköpings FC | 6   | 3 | 2 | 0 | 1 | 8  | 6  | +2   |
| 3    | Växjö DFF     | 3   | 3 | 1 | 0 | 2 | 2  | 7  | -5   |
| 4    | Alingsås FC   | 0   | 3 | 0 | 0 | 3 | 1  | 8  | -7   |

### Groupe 2
| Rang | Équipe            | Pts | J | G | N | P | Bp | Bc | Diff |
| ---- | ----------------- | --- | - | - | - | - | -- | -- | ---- |
| 1    | BK Häcken T       | 9   | 3 | 3 | 0 | 0 | 10 | 2  | +8   |
| 2    | Kristianstads DFF | 6   | 3 | 2 | 0 | 1 | 9  | 4  | +5   |
| 3    | KIF Örebro DFF    | 3   | 3 | 1 | 0 | 2 | 10 | 6  | +4   |
| 4    | Jitex BK          | 0   | 3 | 0 | 0 | 3 | 0  | 17 | -17  |

### Groupe 3
| Rang | Équipe            | Pts | J | G | N | P | Bp | Bc | Diff |
| ---- | ----------------- | --- | - | - | - | - | -- | -- | ---- |
| 1    | Eskilstuna United | 7   | 3 | 2 | 1 | 0 | 4  | 2  | +2   |
| 2    | Djurgårdens IF    | 5   | 3 | 1 | 2 | 0 | 3  | 0  | +3   |
| 3    | Piteå IF          | 4   | 3 | 1 | 1 | 1 | 6  | 2  | +4   |
| 4    | Mallbackens IF    | 0   | 3 | 0 | 0 | 3 | 1  | 10 | -9   |

### Groupe 4
| Rang | Équipe            | Pts | J | G | N | P | Bp | Bc | Diff |
| ---- | ----------------- | --- | - | - | - | - | -- | -- | ---- |
| 1    | Hammarby IF       | 9   | 3 | 3 | 0 | 0 | 18 | 2  | +16  |
| 2    | Umeå IK           | 6   | 3 | 2 | 0 | 1 | 15 | 4  | +11  |
| 3    | IK Brommapojkarna | 3   | 3 | 1 | 0 | 2 | 3  | 8  | -5   |
| 4    | Bollstanäs BK     | 0   | 3 | 0 | 0 | 3 | 1  | 22 | -21  |

## Demi-finales
| Date    | Club         | Score       | Club              |
| ------- | ------------ | ----------- | ----------------- |
| 19 mars | Hammarby IF  | 1 - 2 a. p. | BK Häcken T       |
| 20 mars | FC Rosengård | 1 - 0       | Eskilstuna United |

## Finale
| 26 mai 2022 | FC Rosengård                           | 2 – 1                 | BK Häcken T                | Malmö IP                                   |                                            |
| 18h         | Bea Sprung 62e · Stefanie Sanders 109e | (0 - 1, 1 - 1, 2 - 1) | 8e Johanna Rytting Kaneryd | Spectateurs : 1 839 Arbitrage : S. Persson | Spectateurs : 1 839 Arbitrage : S. Persson |